# Jacques Louis Dupont
 (novembre 2019).
Si vous disposez d'ouvrages ou d'articles de référence ou si vous connaissez des sites web de qualité traitant du thème abordé ici, merci de compléter l'article en donnant les références utiles à sa vérifiabilité et en les liant à la section « Notes et références ».
Jacques Louis Dupont, dit « Jacob Louis Dupont des Jumeaux », est un curé rouge et religieux français devenu homme politique, né le 9 décembre 1755 à Loches (Touraine) et mort le 27 octobre 1823 à l'hôpital de Charenton dans la commune de Saint-Maurice (Val-de-Marne). Il a exercé des fonctions pendant la Révolution française, mais son parcours est atypique.

## Biographie
Sous l'Ancien Régime, il a à maintes reprises changé de résidence.
Il entre au séminaire de Tours. En 1781, on le retrouve comme prieur commendataire de Sainte-Marie d'Eymet, dans le Périgord. Par la suite, il entre dans la Congrégation des Frères de la doctrine chrétienne, il devient enseignant au collège de Chaumont-en-Bassigny dans la Haute-Marne.
En 1780, on le trouve à Bordeaux muni de l'approbation de d'Alembert, de Lalande et de Vergennes. Il s'était proposé aux jurats, mais après leur refus, il s'est tourné vers l'intendant de la généralité de Bordeaux Nicolas Dupré de Saint-Maur qui l'a accueilli. Il a ouvert le 20 novembre 1781 un cours public et gratuit de mathématiques et d'architecture navale dans la salle des concerts de l'hôtel de l'Intendance. Il est correspondant de l'Académie des sciences de Paris. Il a fondé en mars 1783 la société Le Musée de Bordeaux à l'imitation de celle de Paris. Il a été le fondateur avec L. G. de Clozanges (1747-1785) et H.E. Gaufreteau de la Gorce (1744-1820) du Journal de Guienne, première gazette quotidienne fondée à Bordeaux. Il a quitté Bordeaux vers 1786 après le départ de l'intendant Dupré de Saint-Maur.
À la veille de la Révolution, on ignore la raison, mais il se trouve dans son pays natal, à Perrusson.

### Mandat à la Législative
La France devient une monarchie constitutionnelle en application de la constitution du 3 septembre 1791.  
Le même mois, Jacques-Louis Dupont, alors maire de Perusson, est élu député suppléant du département d'Indre-et-Loire, le premier sur trois, à l'Assemblée nationale législative. Il est appelé à siéger dès le début de la session parlementaire à la faveur de la démission d'Hardouin. 
Il siège sur les bancs de la gauche de l'Assemblée. En avril 1792, il vote pour que les soldats du régiment de Châteauvieux, qui s'étaient mutinés lors de l'affaire de Nancy, soient admis aux honneurs de la séance. En août, il vote en faveur de la mise en accusation du marquis de La Fayette.  

### Mandat à la Convention
La monarchie prend fin à l'issue de la journée du 10 août 1792 : les bataillons de fédérés bretons et marseillais et les insurgés des faubourgs de Paris prennent le palais des Tuileries. Louis XVI est suspendu et incarcéré, avec sa famille, à la tour du Temple.  

En septembre 1792, Jacques-Louis Dupont est réélu député d'Indre-et-Loire, le deuxième sur huit, à la Convention nationale. En octobre, il est élu membre suppléant du Comité d'instruction publique. Le 15 décembre, il prononce un discours dans lequel il s'oppose au projet d'instruction de Pierre-Toussaint Durand de Maillane (député des Bouches-du-Rhône) et dans lequel il affirme ses convictions athées :  
Je l'avouerai de bonne foi à la Convention, je suis athée. 
Il siège sur les bancs de la Montagne. Lors du procès de Louis XVI, il vote la mort, rejette l'appel au peuple mais est absent au dernier appel nominal relatif au sursis à l'exécution de la peine. En avril 1793, il est absent lors du scrutin sur la mise en accusation de Jean-Paul Marat. En mai, il vote contre le rétablissement de la Commission des Douze. 
Jacob Dupont présente sa démission pour des motifs de santé en prairial an II (juin 1794). Il est remplacé par Louis Champigny-Aubin en vendémiaire an III (septembre 1794). 
En nivôse an V (décembre ou janvier 1797), il est surpris en train de violer une vieille femme atteinte de cécité. Il est arrêté et emprisonné. Le tribunal criminel de Seine-et-Oise le condamne à l'internement. Il est confié à sa famille qui en prend la responsabilité. Mais sa maladie s'aggrave, ses excentricités sont de plus en plus fréquentes, on finit par l'interner à Charenton où il meurt le 27 octobre 1823.